# Louis Pergaud
Pour les articles homonymes, voir Pergaud.
Louis Pergaud est un écrivain et instituteur français, né le 22 janvier 1882 à Belmont dans le Doubs et mort au combat le 8 avril 1915  dans la Meuse pendant la Première Guerre mondiale. Connu pour ses récits ancrés dans le monde rural et animalier, il a marqué la littérature française du début du XXe siècle. Son œuvre la plus célèbre, La Guerre des boutons (1912), satire sociale et récit initiatique, reste un classique de la littérature jeunesse. Lauréat du prix Goncourt en 1910 pour De Goupil à Margot, recueil de nouvelles mettant en scène des animaux, Pergaud est également reconnu pour son engagement pacifiste, contrastant tragiquement avec son destin de soldat mort à la guerre.

## Biographie

### Jeunesse

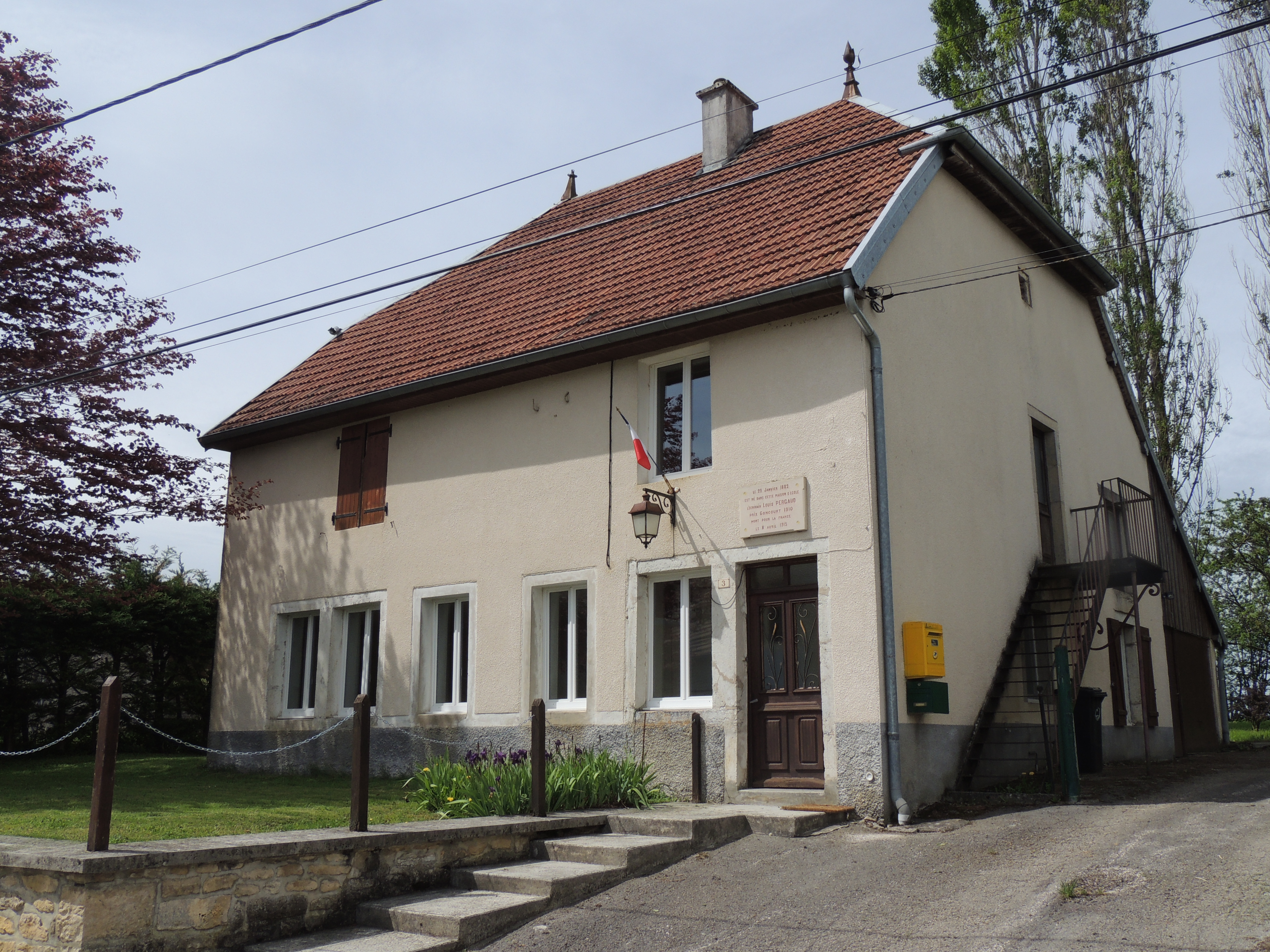
Maison natale de Louis Pergaud.

Louis Pergaud est originaire de Belmont, près de Besançon dans le Doubs. Son père, Élie Pergaud, instituteur paroissial depuis 1877, avait épousé le 19 novembre 1879 Noémie Collette, fille de fermiers de la même commune.
Louis est le cadet de trois enfants dont Pierre (9 août 1880-5 octobre 1880) et Lucien (1883-1973). Il se retrouve orphelin à 18 ans, son père et sa mère étant morts à Fallerans à un mois d'intervalle (respectivement les 20 février et 21 mars 1900).
Il suit les traces de son père au moment de choisir son métier : après une préparation à Besançon, en juillet 1898, Louis Pergaud, âgé de seize ans, dont le travail est excellent, présente le concours d’entrée à l’École normale et il est reçu premier. Après trois années d'études acharnées dans cette école, il en sort, le 30 juillet 1901, troisième de sa promotion. Il est nommé enseignant à Durnes, son premier poste, pour la rentrée d’octobre 1901.

### Premiers écrits
En 1903, il épouse Marthe Caffot, institutrice à La Barèche, un village voisin. En avril 1904, avec l'aide d'un ami poète, Léon Deubel, il fait paraître son premier recueil de poésies, L’Aube.
En 1905, lors de la séparation des Églises et de l'État, Pergaud est muté à Landresse, toujours dans le Doubs. L'arrivée au village d'un instituteur réputé socialiste et anticlérical suscite des protestations des populations locales ulcérées. Le refus de Pergaud d'assister à la messe et d'enseigner la doctrine catholique ont pour effet d'aggraver les tensions.
En 1907, il abandonne sa femme. Il déménage vers Paris et s'installe à Montesson, où sa maîtresse Delphine Duboz le rejoindra peu après[réf. nécessaire]. Il travaille comme clerc puis obtient un poste d'instituteur à l'école communale d'Arcueil puis à Maisons-Alfort, consacrant tout le temps qu'il peut à sa plus grande passion : l'écriture. Pergaud, l'écrivain, puisera aux souvenirs de sa terre natale, la Franche-Comté, pour composer la quasi-totalité de ses œuvres. La prose de Pergaud est souvent assimilée soit au mouvement réaliste, parfois même naturaliste, soit au mouvement moderniste.
En 1908, Marthe Caffot et lui divorcent après presque trois ans de séparation. Le divorce est prononcé aux torts de l'écrivain. En juillet 1910, il épouse Delphine Duboz dont le grand-père est originaire de Domprel dans le Doubs.

### Reconnaissance
Sa première publication en prose parait dans le Mercure de France en 1910 ; intitulé De Goupil à Margot, ce recueil de nouvelles reçoit le prix Goncourt la même année. Avec cette œuvre, Pergaud s'établit comme maître littéraire dans le domaine animalier. Certains critiques y voient l'expression des similitudes entre les instincts amoraux des animaux, et les activités immorales des hommes. Ces mêmes critiques proposent que Pergaud adopte une telle position en conséquence de son fervent antimilitarisme, une attitude qu'il aurait développée durant son service national en 1902.
En 1911 sort son deuxième recueil de nouvelles sur le thème des animaux, dont La Revanche du corbeau.
En 1912, il écrit La Guerre des boutons, roman de ma douzième année : rivalités belliqueuses entre garçons de deux villages voisins à chaque rentrée scolaire. Cette guerre prend une forme un peu particulière : en plus des coups et des injures, les « vaincus » se voient confisquer leurs boutons en guise de trophées, avant d'être renvoyés chez eux. Le roman commence avec humour et innocence, mais devient de plus en plus sinistre au fur et à mesure que la frontière entre jeu et réalité est brouillée. Sa Majesté des mouches, roman de l'écrivain britannique William Golding, développera plus tard des aspects assez similaires. La Guerre des boutons traite aussi de thèmes sociopolitiques de la Troisième République française : le conflit entre l'Église et le mouvement anticlérical, l'esprit revanchard, l'instruction civique à la Jules Ferry, etc. Les villages que Pergaud appelle Longeverne et Velrans sont ceux de Landresse et Salans, et dans le personnage de La Crique on reconnaît l'auteur lui-même.
En 1913 paraît Le Roman de Miraut, chien de chasse. Il écrit de nombreuses autres histoires à propos de la vie « rustique » et du règne animal, qui seront publiées à titre posthume.

### Première Guerre mondiale et mort

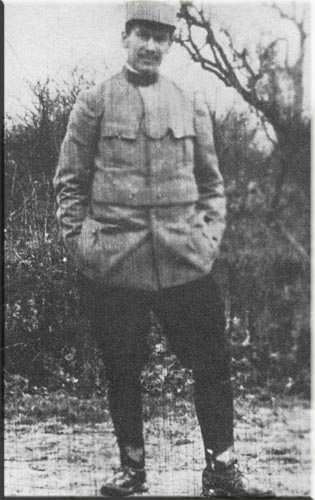
Louis Pergaud en tenue militaire.

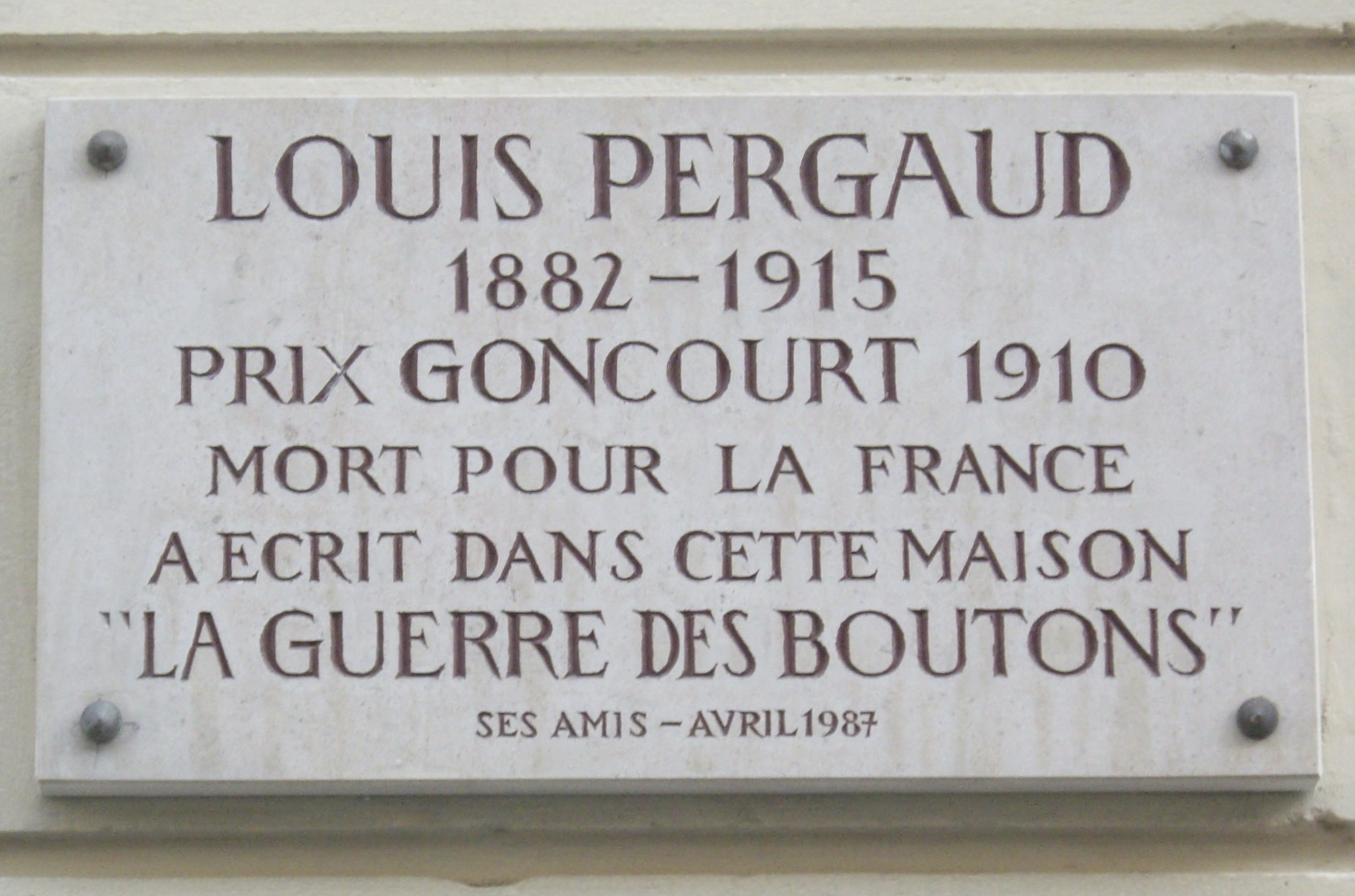
Plaque commémorative au no 3, rue Marguerin à Paris (14e arr.).

En août 1914, Louis Pergaud est mobilisé dans l'armée française comme sergent (il sera nommé sous-lieutenant en mars 1915) au 166e régiment d'infanterie cantonné à Verdun. Il sert en Lorraine sur le front ouest, pendant l'invasion allemande.
Du 3 août 1914 au 6 avril 1915, il tient un Carnet de guerre, publié en intégralité en 2011. Dans Mots, propos et anecdotes, Paul Léautaud rapporte l'extrait surprenant d'une correspondance de Pergaud :

« J’ai des lettres de Louis Pergaud qu’il m’écrivait
du « front ». Il était aux anges. « Je ne donnerais pas ma place
pour je ne sais quoi. On tire du « Boche » comme du lapin. » »

Sa correspondance avec sa femme, Delphine, permet de nuancer ce propos. Parti dans l'enthousiasme pour chasser rapidement les « Boches », la durée, la dureté et l'horreur le ramèneront à son antimilitarisme d'avant la mobilisation. Et au fil de sa correspondance, on sent monter du respect pour les soldats allemands.
Le 6 avril 1915, son régiment lance, dans le secteur des Éparges près de Verdun, une attaque contre les lignes allemandes (attaque contre Marchéville-en-Woëvre - cote 233) à l'issue de laquelle il est porté disparu.
Selon l'hypothèse actuelle[réf. nécessaire], il aurait été piégé dans les barbelés et blessé par balles, plusieurs heures plus tard. [réf. nécessaire]. Celui-ci est détruit par un tir de barrage de l'armée française le 8 avril, Louis Pergaud et de nombreux compatriotes figurant au nombre des victimes, bien que leurs corps n'aient jamais été retrouvés,.
Le 4 août 1921, Louis Pergaud est déclaré « mort pour la France ». Ce jugement fait l'objet de deux transcriptions, les 3 et 5 septembre 1921, car il est établi deux fiches de transcription pour les officiers, ainsi que d'un acte de décès dans les registres d'état civil du 14e arrondissement de Paris, son dernier lieu de domicile.

## Œuvre
Du point de vue stylistique, Louis Pergaud se réclame de Rabelais, notamment pour sa science de l'énumération[réf. nécessaire].
L'œuvre de Pergaud est toujours très populaire en France, avec plus d'une trentaine de rééditions de La Guerre des boutons. Elle est entrée dans le domaine public le 30 septembre 2010.
Il existe une association dont le siège social est à Besançon, Les Amis de Louis Pergaud, fondée en 1965.

## Liste des œuvres

### Éditions originales
- L'Aube, Édition du Beffroi, Lille, 1904, 68 p., recueil de poèmes.
- L'Herbe d'avril, Édition du Beffroi, Roubaix, 1908, 108 p., recueil de poèmes.
- De Goupil à Margot, histoires de bêtes (prix Goncourt 1910), Mercure de France, Paris, 1910, 258 p — Texte intégral de De Goupil à Margot sur Wikisource.
- La Revanche du corbeau, nouvelles histoires de bêtes, Mercure de France, Paris, 1911, 253 p., réédité par les éditions Le Goupy, Paris, en 1925 avec dessins sur pierre par Roger Reboussin.
- Le Roman de Miraut, chien de chasse, Mercure de France, Paris, 1913, 424 p., réédité par les éditions Les Bibliophiles comtois en 1964 avec lithographies originales de Roger Reboussin.
- La Guerre des boutons, roman de ma douzième année, Mercure de France, Paris, 1912, 344 p — Texte intégral de La Guerre des boutons sur Wikisource.
- Léon Deubel: Régner, poèmes recueillis par Louis Pergaud, Mercure de France, Paris, 1913, 260 p. (préface de Pergaud p. 5 à 48).
- Les Petits Gars des champs, in Revue des œuvres nouvelles, no 3, mars 1914.
- Les Rustiques, nouvelles villageoises, préface de Lucien Descaves, Mercure de France, Paris, 1921, 241 p — Texte intégral de Les Rustiques sur Wikisource.
- Lebrac bûcheron, roman inachevé, introduction d'Edmond Rocher, Mercure de France, Paris, 1923, 318 p. Œuvre posthume.
- La Vie des bêtes, études et nouvelles, Mercure de France, Paris, 1923, 318 p.
- Carnet de guerre, Éditions établie par Françoise Maury, Mercure de France, Paris, 2011, 158 p.
- Lettres à Delphine. Correspondance (1907-1915), Mercure de France, Paris, 2014, 534 p.
- La Fuite des Choses, l'intégrale des poèmes, Les Éditions du Sékoya, Besançon, 2021, 192 p.

### Recueils
Il existe plusieurs éditions des Œuvres complètes de Louis Pergaud, parmi lesquelles celle du Livre Club Diderot, préfacée par Pierre Gamarra au Mercure de France (1970). Ce recueil comprend :
- De Goupil à Margot
- La Revanche du corbeau
- Le Miracle de saint Hubert
- Le Roman de Miraut
- Dernières Histoires de bêtes
- La Guerre des boutons
- Lebrac bûcheron
- Les Petits Gars des champs
- Les Rustiques
- Nouvelles villageoises posthumes
- La Vie des bêtes
- Léon Deubel
- Ébauches et choix de poèmes

### Adaptations cinématographiques
La Guerre des boutons a donné lieu à plusieurs adaptations cinématographiques :
- 1936 : La Guerre des gosses, film français de Jacques Daroy, avec Saturnin Fabre, Jean Murat, Mouloudji et Charles Aznavour
- 1962 : La Guerre des boutons, film français d'Yves Robert, avec André Treton, Jacques Dufilho, Jean Richard et Michel Galabru -  prix Jean-Vigo 1962
- 1994 : La guerre des boutons, ça recommence  (The War of the Buttons), film irlandais de John Roberts, avec Gregg Fitzgerald
- 2011 : La Guerre des boutons, film français de Yann Samuell
- 2011 : La Nouvelle Guerre des boutons, film français de Christophe Barratier

## Hommagesetodonymie

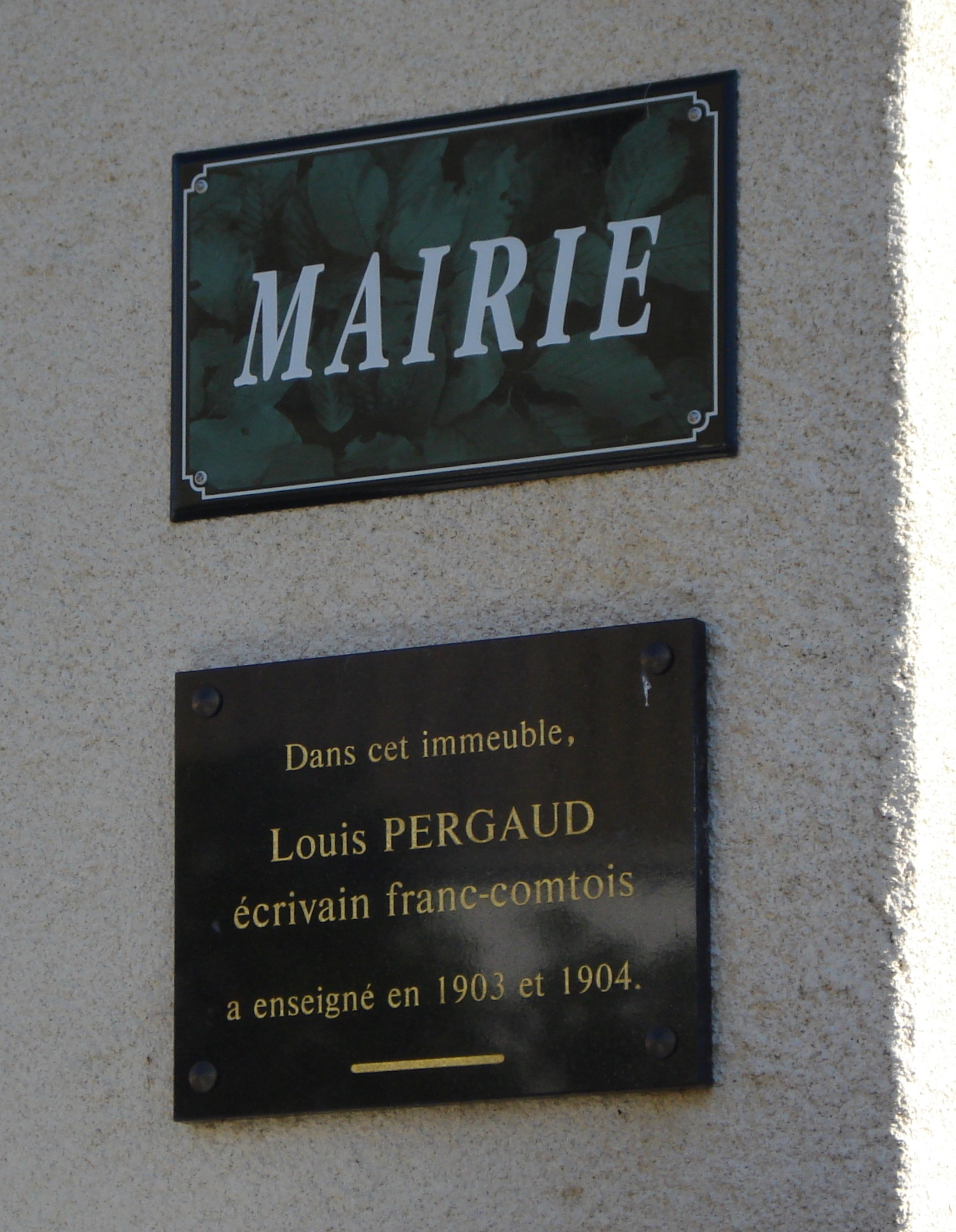
Plaque commémorative sur le fronton de la mairie de Durnes.

- Le nom de Louis Pergaud figure sur le panneau des « écrivains morts au champ d'honneur » du Panthéon de Paris.
- Le prix Louis-Pergaud est un prix littéraire créé en 1953. Il récompense un auteur dont l'œuvre traite de la Franche-Comté ou un auteur comtois quel que soit le thème de son livre.
- Une quarantaine d'écoles maternelles, une soixantaine d'écoles primaires, quatorze collèges, un lycée, la médiathèque municipale d'Arcueil et plusieurs rues portent son nom ainsi qu'une des dix-neuf rames du tramway bisontin.
- À Landresse, un restaurant avait pour enseigne « Petit Gibus » surnom de l'un des enfants de la Guerre des boutons.
- Marguerite Henry-Rosier lui a rendu hommage par ce poème : Vers pour Louis Pergaud,
- Le monument à Louis Pergaud est une statue d'Antoine Bourdelle représentant l'écrivain en poilu et se trouvant dans le parc Micaud à Besançon. Les titres de certains de ses romans ont été gravés sur le socle. Ce monument en bronze fut inauguré en 1932, trois ans après la mort du sculpteur.
- En 1963, un monument commémoratif dû au sculpteur Henri-Paul Rey[8] et dédié à Louis Pergaud est installé sur la place Clémenceau de Fresnes-en-Woëvre[9].
- L'association des Amis de Louis Pergaud a inauguré, à Marchéville-en-Woëvre le 24 novembre 1996, une stèle érigée près de l'endroit où il a disparu. Elle est due à Raymond Corbin, alors président de l'association et membre de l'Institut.
- Un petit musée lui est consacré à Belmont, son village natal.
- En mémoire des 2 années qu'il passa dans son enfance à Nans sous Sainte Anne et de sa découverte plus tard de la poésie de Léon Deubel
- En 1982, à l'occasion du centenaire de la naissance de Louis Pergaud, le chanteur et musicien franc-comtois Roger Serge a réalisé l'album Roger Serge chante Louis Pergaud[10].
- La médiathèque municipale d'Arcueil porte son nom. Louis Pergaud était instituteur à l'école Laplace en 1910 quand il reçut le prix Goncourt.
- Le Centre Médico-Psychologique de Noeux-Les-Mines porte son nom. (Ancienne école primaire)
- L'école maternelle et élémentaire de Plaisir (Yvelines) porte son nom.
- L'école élémentaire de Pontorson (Manche) porte son nom.
- L'école élémentaire de La Motte-Servolex (Savoie) porte son nom.
- Une école élémentaire de Valence porte son nom.
- Une école maternelle et élémentaire d'Épinal porte son nom.
- Une école maternelle et élémentaire d’Orchamps-Vennes porte son nom.
- Le collège de Châtel-sur-Moselle (Vosges) porte son nom.
- Le collège de Courville-sur-Eure en Eure & Loir porte son nom
- Le collège de Foug en Meurthe et Moselle porte son nom
- Le collège de Fresnes en Woevre dans le département de la Meuse porte son nom
- Le lycée du quartier de Palente à Besançon (Doubs) porte son nom.
- L'administration postale française a émis un timbre à son effigie en 1982[11].

## Galerie

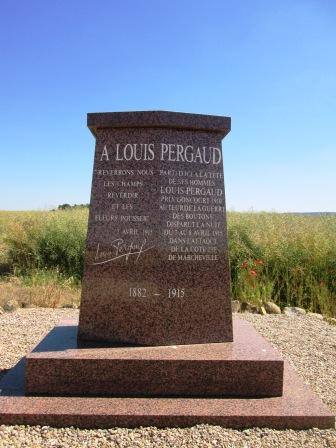
Stèle de Marchéville-en Woëvre.
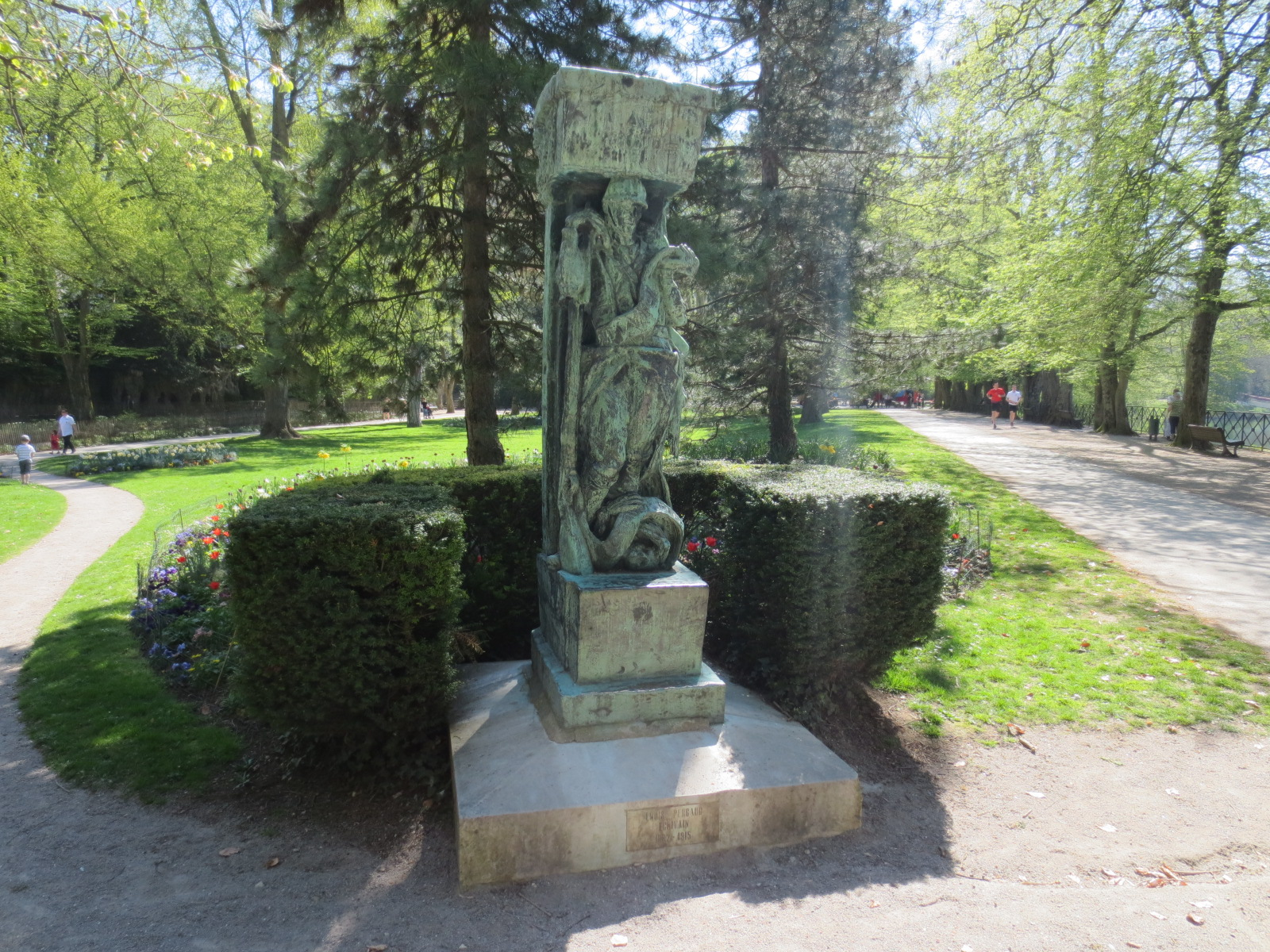
Pergaud par Antoine Bourdelle.
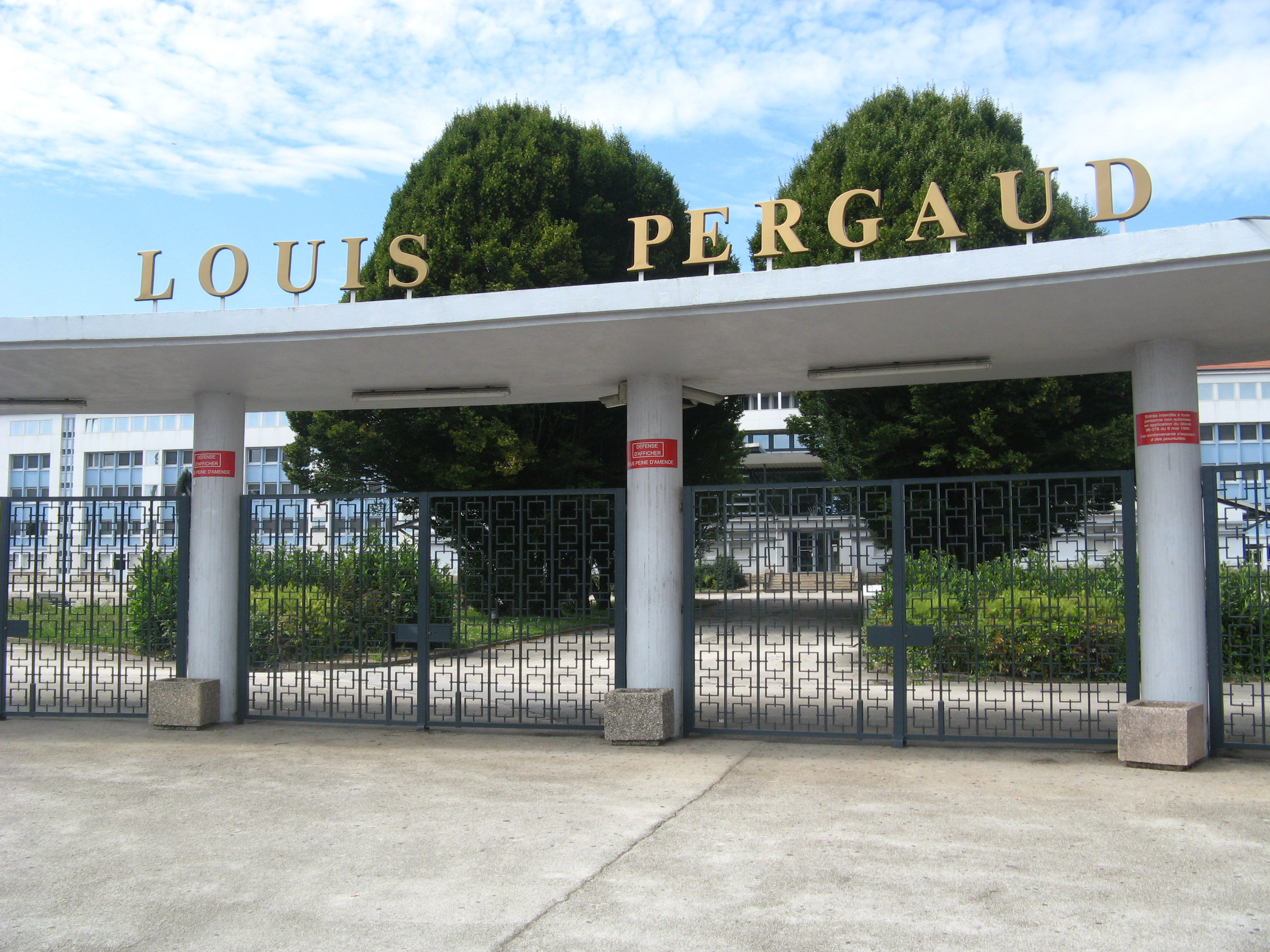
Lycée Pergaud à Besançon